# The Boys (singolo Girls' Generation)
The Boys è un brano musicale del gruppo di idol sudcoreano Girls' Generation, pubblicato come singolo dell'album The Boys, ed è stato pubblicato il 18 ottobre 2011. È stato pubblicato come singolo di debutto delle Girls' Generation negli Stati Uniti il 20 dicembre 2011.
Il brano è stato scritto da Yoo Youngjin, Teddy Riley, Taesung Kim, DOM e Richard Garcia. Sono state pubblicate due differenti versioni del brano: una in coreano ed una in inglese. In seguito ne è stata registrata anche una versione in lingua giapponese come title track della riedizione dell'album Girls' Generation, pubblicato il 28 dicembre 2011.

## Tracce
- Digital download[2]

1. The Boys - 3:46
2. The Boys (Instrumental Version) - 3:46

- Maxi-Single

1. The Boys - 3:48
2. The Boys (Clinton Sparks & Disco Fries Remix) (feat. Snoop Dogg) - 4:17
3. The Boys (Clinton Sparks & Disco Fries Remix) (feat. Lil Playy) - 4:17
4. The Boys *Bring Dem Boys* (Teddy Riley Remix) (feat. Suzi) - 3:39
5. The Boys *Bring the Boys Out* (David Anthony Remix) - 4:27
6. The Boys  *Bring the Boys* (Teddy Riley Remix) - 3:48
7. The Boys (Instrumental) - 3:48
8. The Boys (A Capella) - 3:46

## Classifiche
| Classifica (2011) | Posizione massima |
| ----------------- | ----------------- |
| Corea del Sud     | 1                 |